# Górna Bystrzyca
Górna Bystrzyca – część wsi Bystrzyca w Polsce, położony w województwie podkarpackim, w powiecie ropczycko-sędziszowskim, w gminie Iwierzyce. Obejmuje południowe obszary miejscowości.
Dawniej samodzielna wieś i gmina jednostkowa Bystrzyca Górna w powiecie ropczyckim, od 1920 w województwie krakowskim. W 1921 roku liczyła 941 mieszkańców.